# Chlorotocus
Chlorotocus is een geslacht van kreeftachtigen uit de klasse van de Malacostraca (hogere kreeftachtigen).

## Soorten
- Chlorotocus crassicornis (A. Costa, 1871)
- Chlorotocus novaezealandiae (Borradaile, 1916)